# Аднан Кахведжи (квартал)
„Аднан Кахведжи“ (на турски: Adnan Kahveci) е квартал в район „Бейликдюзю“ в Истанбул, Турция. Намира се в европейската част на града и граничи с кварталите „Дереагзъ“ и „Kaваклъ“ на юг, „Гюрпънар“ на югозапад, „Джумхуриет“ и „Баръш“ на изток; квартал „Пънартепе“ в район „Бююкчекмедже“ е на запад; на север е квартал „Джумхуриет“ в район „Бююкчекмедже“. Към 2021 г. това е най-населеният квартал в Истанбул и вторият най-населен квартал в страната, с население от 111 798 души.
Кварталът носи името на изтъкнат турски политик.